# Wjatscheslaw Andrejewitsch Behrs

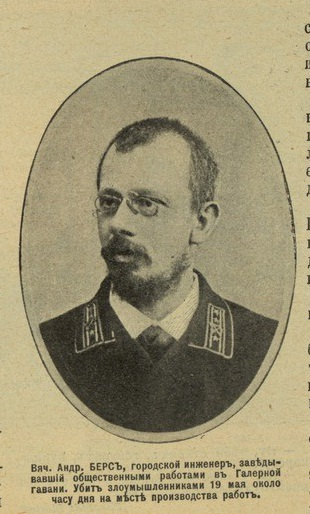
Wjatscheslaw Andrejewitsch Behrs

Wjatscheslaw Andrejewitsch Behrs (russisch Вячеслав Андреевич Берс; * 3. Maijul. / 15. Mai 1861greg.; † 19. Maijul. / 1. Juni 1907greg. in St. Petersburg) war ein russischer Brücken-Bauingenieur.

## Leben
Behrs war der jüngste Sohn des Kaiserlichen Hofarztes Andrei Jewstafjewitsch Behrs (Andreas Gustav Behrs; 1808–1868) mit Dienstsitz im Moskauer Kreml und seiner Frau Ljubow Alexandrowna Behrs, geb. Islawina (1826–1886). Der Urgroßvater Hans Behrs war vom preußischen König Mitte des 18. Jahrhunderts als Instruktor in die Armee der Kaiserin Elisabeth nach Russland entsandt worden. Behrs' Geschwister waren Elisabeth (1843–1919), Sophia (1844–1919), Alexander (1845–1918), Tatjana (1846–1925), Peter (1849–1910), Wladimir (1853–1874) und Stepan (1855–1910). Sophia heiratete 1862 den Schriftsteller Lew Tolstoi. Als Siebzehnjähriger sammelte Behrs Materialien für Tolstois Roman Die Dekabristen, der ein Fragment blieb.
Ab 1885 diente Behrs im Verkehrsministerium. Er arbeitete bis 1890 in der Wolgaregion und dann bis 1900 in Sibirien am Bau der Transsibirischen Eisenbahn mit. Beim Bau der Brücke über den Tobol war er Bauleitungsvorsitzender.
1900 wurde Behrs in St. Petersburg OberInspektor des Baus der Troizki-Brücke und Chefingenieur des Ingenieur-Komitees für öffentliche Arbeiten der St. Petersburger Stadtverwaltung. Er gestaltete Granit-Uferstraßen neu (1901–1903 mit Andrzej Pszenicki und Fjodor Sbroschek). Mit Pszenicki, A. P. Stanowoi und dem Architekten Lew Iljin baute er 1904–1907 die Polizeibrücke um. Für die geplante Bolscheochtinski-Brücke hatte er 1900–1901 das Lastenheft erstellt.
Als am 1. Juni 1907 Behrs und Dmitri Klaussowitsch Neuberg mit einer Kommission im Galerie-Hafen der Wassiljewski-Insel mit einer Kommission die Arbeiten inspizierten, für die die Stadtverwaltung Arbeitslose eingesetzt hatte, wurden Behrs und Neuberg inmitten einer Menschenmenge durch Schüsse getötet. Im Dezember 1907 wurden in einem nichtöffentlichen Militärgerichtsprozess als Mitglieder einer sozialrevolutionären Kampfgruppe der Kleinbürger Iwan Perewalow und der Bauer Jan Palm als Täter und der Bauer Wassili Sytschew als Mitwisser angeklagt. Perewalow und Palm wurden zum Tod durch den Strang verurteilt, worauf auf Antrag des Gerichts die Strafen durch dauernde Katorga für Perewalow und 20-jährige Katorga für Palm ersetzt wurden.
Behrs war mit Alexandra Alexandrowna geborene Kramer verheiratet.